# Beresford (Nowy Brunszwik)
Beresford – miasto w Kanadzie, na północnym wschodzie prowincji Nowy Brunszwik, w hrabstwie Gloucester, nad zatoką Baie des Chaleurs.
Liczba mieszkańców Beresford wynosi 4 264. Język francuski jest językiem ojczystym dla 84,9%, angielski dla 13,3% mieszkańców (2006).